# Mosquée Al Qiblatain
La mosquée Al Qiblatain, en arabe : مسجد القبلتین (lit : mosquée aux deux qiblas), est une mosquée, située à Médine. La mosquée originale aurait été construite en 623, soit l'une des trois plus vieilles mosquées avec la mosquée du Prophète et la mosquée de Quba. Au cours d'une prière du Dhuhr, dans ce lieu, Mahomet aurait reçu l'ordre de prier vers La Mecque et non Jérusalem comme précédemment. Le lieu conserve deux qibla d'où son nom.